# Nizamettin Ayaşlı
Nizamettin Ayaşlı (geboren 1888; gestorben nach 1952) war ein türkischer Diplomat.

## Leben
Ayaşlı war von 1931 bis 1936 türkischer Botschafter in Addis Abeba, vom 27. Mai 1938 bis 17. Mai 1942 Generalkonsul der Türkei in Genf, vom 19. Juli 1942 bis 21. August 1943 Botschafter in Riad, von 1943 bis 1946 Botschafter in Stockholm, vom 31. Dezember 1946 bis 29. April 1949 Botschafter in Kairo und anschließend bis 1950 in Brüssel.
Am 6. März 1950 kam er als Leiter der türkischen Mission bei der Alliierten Hohen Kommission nach Bonn (Sitz der Mission zunächst im Kölner Hotel Excelsior). Nach dem Beschluss der Großen Nationalversammlung vom 24. Juli 1951, den Kriegszustand mit Deutschland für beendet zu erklären, nahmen beide Staaten die diplomatischen Beziehungen wieder auf und Ayaşlı übergab am 16. August 1951 Bundespräsident Theodor Heuss sein Beglaubigungsschreiben als türkischer Botschafter in Bonn. Sein Amtsantritt leitete den Prozess der Normalisierung der Beziehungen zwischen den beiden Ländern ein.
Anlässlich seines Abschiedes aus Bonn am 21. September 1952 wurde ihm das Großkreuz des Verdienstordens der Bundesrepublik Deutschland verliehen.